# تپه زوار
تپه زوار مربوط به دوران‌های تاریخی پس از اسلام است و در شهرستان قزوین، بخش مرکزی، روستای زوار واقع شده و این اثر در تاریخ ۲۵ اسفند ۱۳۸۰ با شمارهٔ ثبت ۵۵۱۱ به‌عنوان یکی از آثار ملی ایران به ثبت رسیده است.